# Літня Золотиця
Літня Золотиця (рос. Летняя Золотица) — присілок в Приморському районі Архангельської області Російської Федерації.
Населення становить 182 особи. Входить до складу муніципального утворення Пертоминське поселення.

## Історія
Від 2004 року входить до складу муніципального утворення Пертоминське поселення.

## Населення
| 2002 | 2010 | 2012 |
| ---- | ---- | ---- |
| 186  | ↘158 | ↗182 |